# Fundulus heteroclitus
Fundulus heteroclitus é uma espécie de peixe pertencente à família Fundulidae.
A autoridade científica da espécie é Linnaeus, tendo sido descrita no ano de 1766.

## Portugal
Encontra-se presente em Portugal, onde é uma espécie introduzida.
Os seus nomes comuns são fundulo ou peixinho.

## Descrição
Trata-se de uma espécie de água doce. Atinge os 13 cm de comprimento total, com base de indivíduos de sexo indeterminado.